# Leonardo da Jandra
 (février 2018).
Leonardo da Jandra, né en 1951 au Chiapas, au Mexique, est un philosophe et écrivain mexicain.

## Biographie
Leonardo da Jandra (Da Jandra est une transcription phonétique de A Gándara, le village paternel près de Pobra do Caramiñal en Galice) naît au Chiapas en 1951. Peu avant son premier anniversaire, ses parents l'emmènent à Vilagarcía de Arousa, en Galice.
À propos de son père, il déclare dans une interview : « Mon père est l'être le plus violent que j'aie connu, et j'ai connu des assassins, des êtres violents; mon père dut aller à l'âge de 17 ans à la guerre civile et il combattit aux batailles de l'Ébre et du Duero, ensuite il fut mercenaire lors de la Deuxième Guerre mondiale. Il combattit à Okinawa et en Normandie. L'instinct de mort était très profond chez lui, c'est là que j'ai grandi et je lutte pour sortir de son ombre, de cette violence. »
Leonardo da Jandra fait des études universitaires à Madrid. Il s'installe ensuite à Mexico au début des années 1970. Au Mexique, il suit les cours de Mario Bunge et se spécialise en philosophie allemande et en philosophie des mathématiques. 

### Parc national de Huatulco
Leonardo da Jandra questionne les modèles unidirectionnels de la culture moderne[réf. souhaitée]. Avec sa compagne, l'artiste-peintre Agar García, il s'installe à Santa María Huatulco, un parage paradisiaque sur la côte d'Oaxaca.
Le 16 décembre 1997, après s'être opposé au projet de privatisation de la zone, il est appréhendé par des officiers judiciaires. Mais il parvient à s'échapper et à se cacher dans la jungle. Peu après il reçoit le prix national de littérature IMPAC pour son roman Samahua. Da Jandra continue son opposition au projet de privatisation du parc national de Huatulco[réf. souhaitée].
La pensée de Da Jandra exprime toujours de façon intempestive et unique une quête d'une vérité individuelle capable de transcender le temps et d'ouvrir une réalité plus ample[réf. souhaitée].

## Livres
- Tanatonomicón. Aproximaciones a las infinitas máscaras del suicidio poético (con el seudónimo S. C. Chuco), Amarantos, 1981.  (ISBN 9789703706501)
- Totalidad, seudototalidad y parte. Lo real y sus formas de existencia (con el seudónimo S. C. Chuco), Joaquín Mortiz, 1990)
- Presentáneos, pretéritos y pósteros, Joaquín Mortiz, 1994.  (ISBN 9789682705953)
- Arousiada, Joaquín Mortiz, 1995.  (ISBN 9789682706424)
- Los caprichos de la piel, Seix Barral, 1996.  (ISBN 9789686941166)
- La hispanidad, fiesta y rito: Una defensa de nuestra identidad en el contexto global, Random House Mondadori, 2005.  (ISBN 9789685957380)
- Entrecruzamientos: I, II, III, Almadía, 2005.  (ISBN 978-970-9854-01-5)
- Samahua, Almadía, 2005.  (ISBN 978-970-9854-04-6)
- Huatulqueños, Almadía, 2005.  (ISBN 978-970-9854-05-3)
- Bajo un sol herido, Almadía, 2007.  (ISBN 978-970-9854-29-9)
- La almadraba, Planeta Mexicana. 2008.  (ISBN 9789703706501)
- Zoomorfías, Almadía, 2009.  (ISBN 978-607-411-019-7)
- La gramática del tiempo, Almadía, 2009.  (ISBN 978-607-411-018-0)
- Distopía, Almadía, 2011.  (ISBN 978-607-411-073-9)
- La mexicanidad: fiesta y rito, Almadía, 2012.  (ISBN 978-607-411-088-3)
- Mínimas, Avispero, 2013.
- Filosofía para desencantados, Atalanta, 2014.  (ISBN 978-84-942276-1-5)
- La restauración de la utopía, Avispero y Punto, 2015
- El juicio oral más injusto de la historia, Avispero, 2015
- Aforismos, Avispero, 2017